# Олевська волость
Олевська волость — адміністративно-територіальна одиниця Овруцького повіту Волинської губернії Російської імперії з центром у містечку Олевськ.

## Історія
18 березня 1921 року, після підписання мирної угоди («Ризький мир») між РРФСР і УСРР, з одного боку, та Польщею — з другого, був прокладений новий державний кордон, який поділив Волинську губернію на дві частини — до Польщі відійшли 6 повітів губернії, а також 1 волость Овруцького повіту (Кисорицька). Також кордон "відрізав" північно-західну частину Олевської волості із селами Будки-Сновидовицькі, Дерть, Залав'я, Остки та Сновидовичі. Вони увійшли до складу ґміни Кисоричі Сарненського повіту.
Після приєднання Західної України 1939 року вищезгадувані села залишилися у складі новоствореної Рівненської області.
Станом на 1885 рік складалася з 14 поселень, 18 сільських громад. Населення — 5807 осіб (2944 чоловічої статі та 2873 — жіночої), 856 дворових господарств.
|                     | Площа, десятин | У тому числі орної, десятин |
| ------------------- | -------------- | --------------------------- |
| Сільських громад    | 18470          | 6386                        |
| Приватної власності | 54             | 21                          |
| Казенної власності  | 36414          | —                           |
| Іншої власності     | 243            | 103                         |
| Загалом             | 55181          | 6510                        |

Основні поселення волості:
- Олевськ — колишнє державне містечко при річці Уборть за 101 версту від повітового міста, 606 осіб, 94 двори, православна церква, костел, католицька каплиця, 2 єврейських молитовних будинки, школа, 6 постоялих будинків, 3 лавки, 4 ярмарки на рік, 2 водяних млини.
- Довгосілля — колишнє державне село при річці Німан, 530 осіб, 95 дворів, каплиця, постоялий будинок, водяний млин.
- Кишин — колишнє державне село, 705 осіб, 121 двір, православна церква.
- Лопатичі — колишнє власницьке село при річці Уборть, 630 осіб, 118 дворів, православна церква, водяний млин.
- Сновидовичі — колишнє власницьке село при річці Лелга, 558 осіб, 102 двори, православна церква, водяний млин.